# ムスタン郡
ムスタン郡（ムスタンぐん、ネパール語: मुस्ताङ जिल्ला、チベット語: བལ་ཡུལ་གྱི་རྒྱལ་ཁོངས་སུ་ཡོད་པའི་བོད་པ་、英語: Mustang District）は、ネパールのガンダキ州に存在する郡。郡都はジョンソム。人口は約1.5万人（2021年）で、マナン郡に次いで少ない。かつてはムスタン王国の領域でもあった。

ムスタン郡 - Mustang
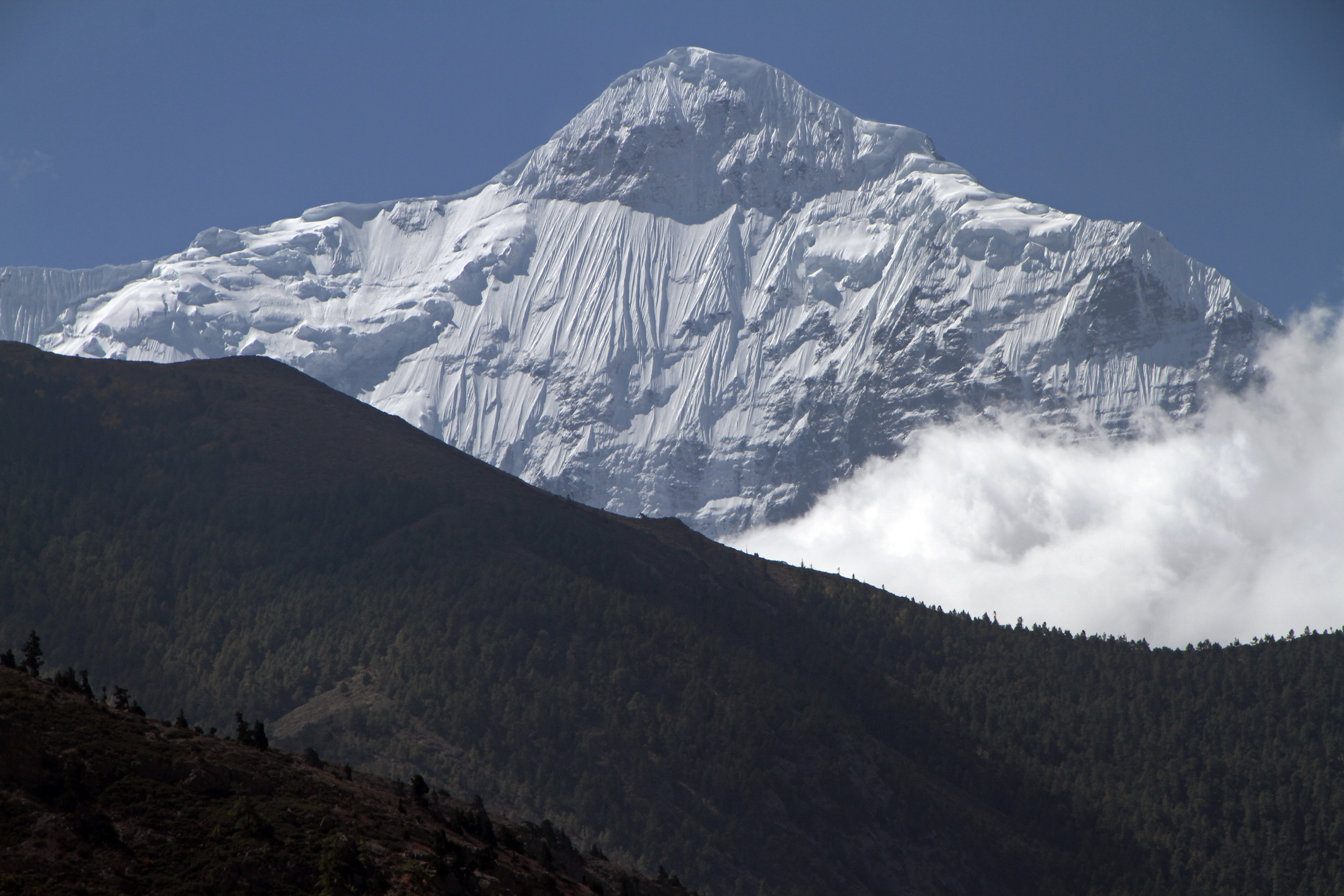
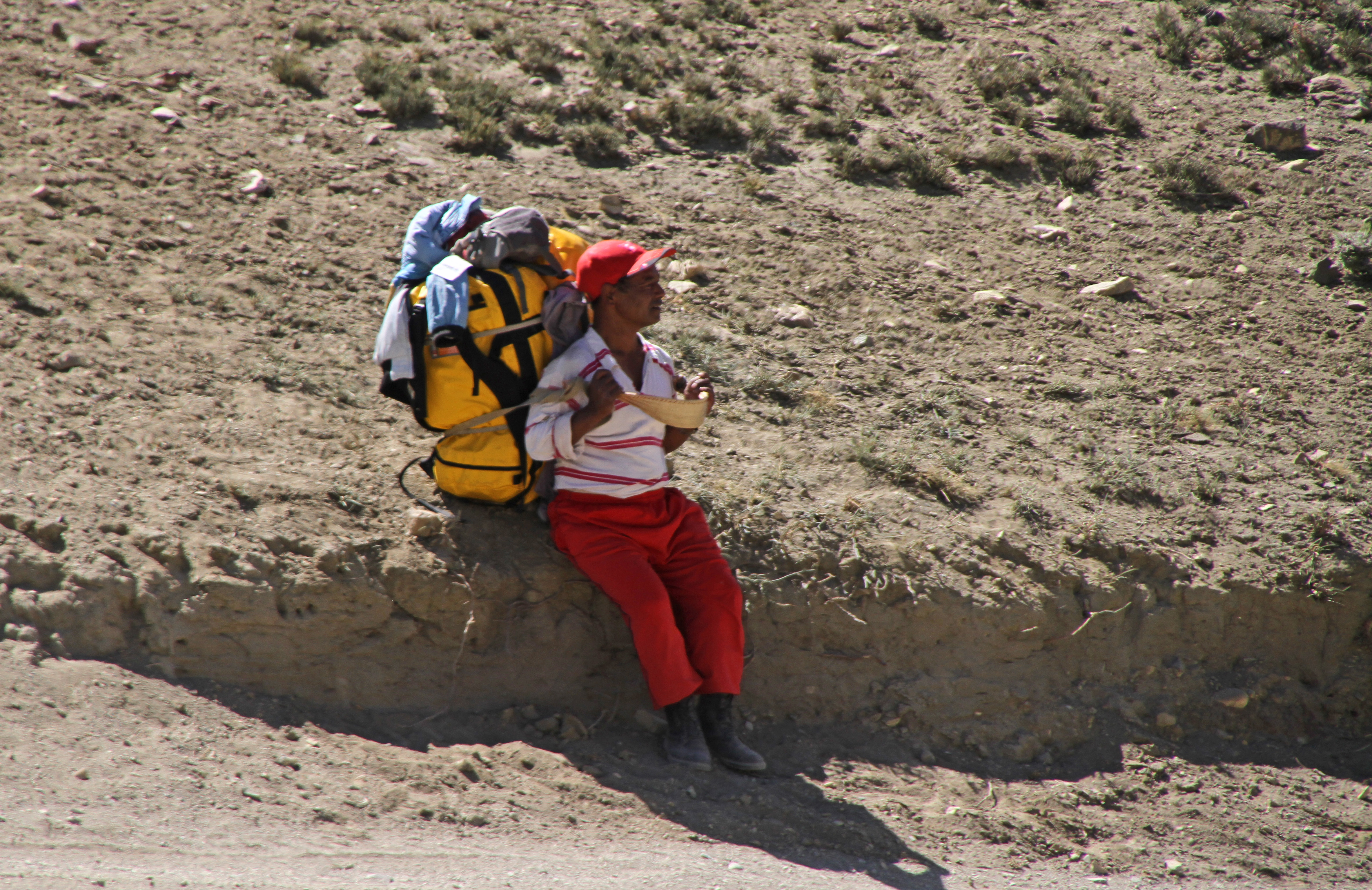
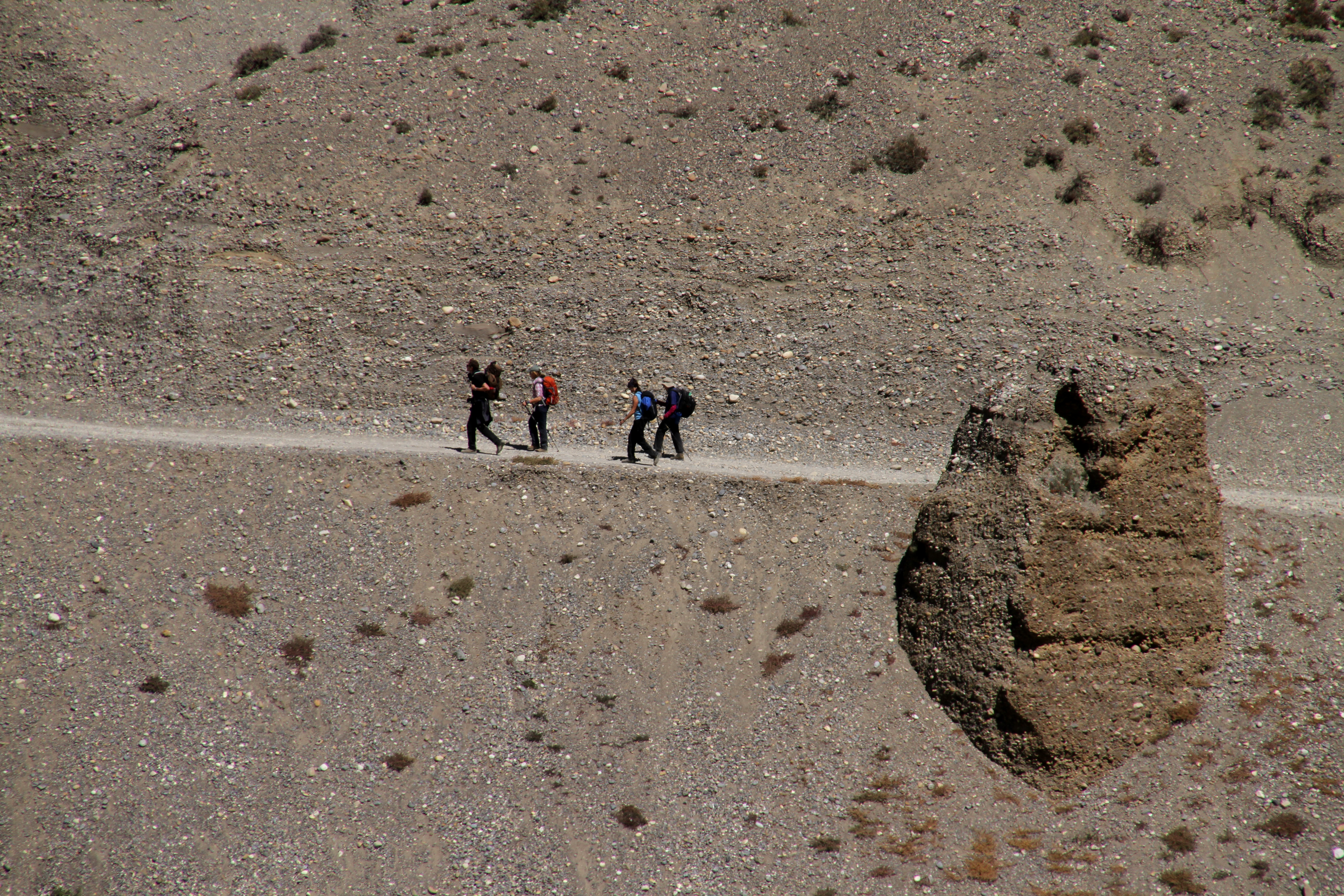
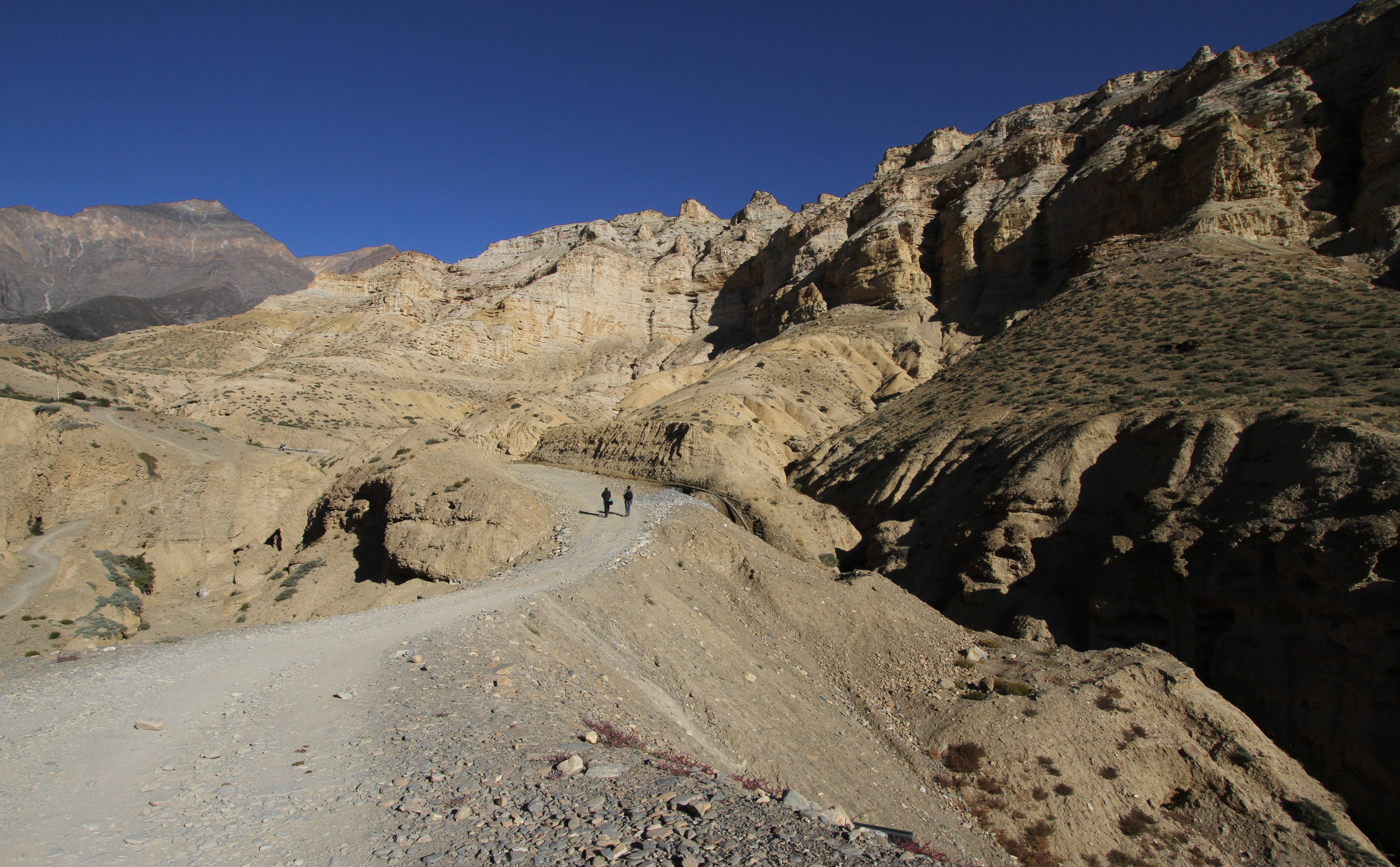
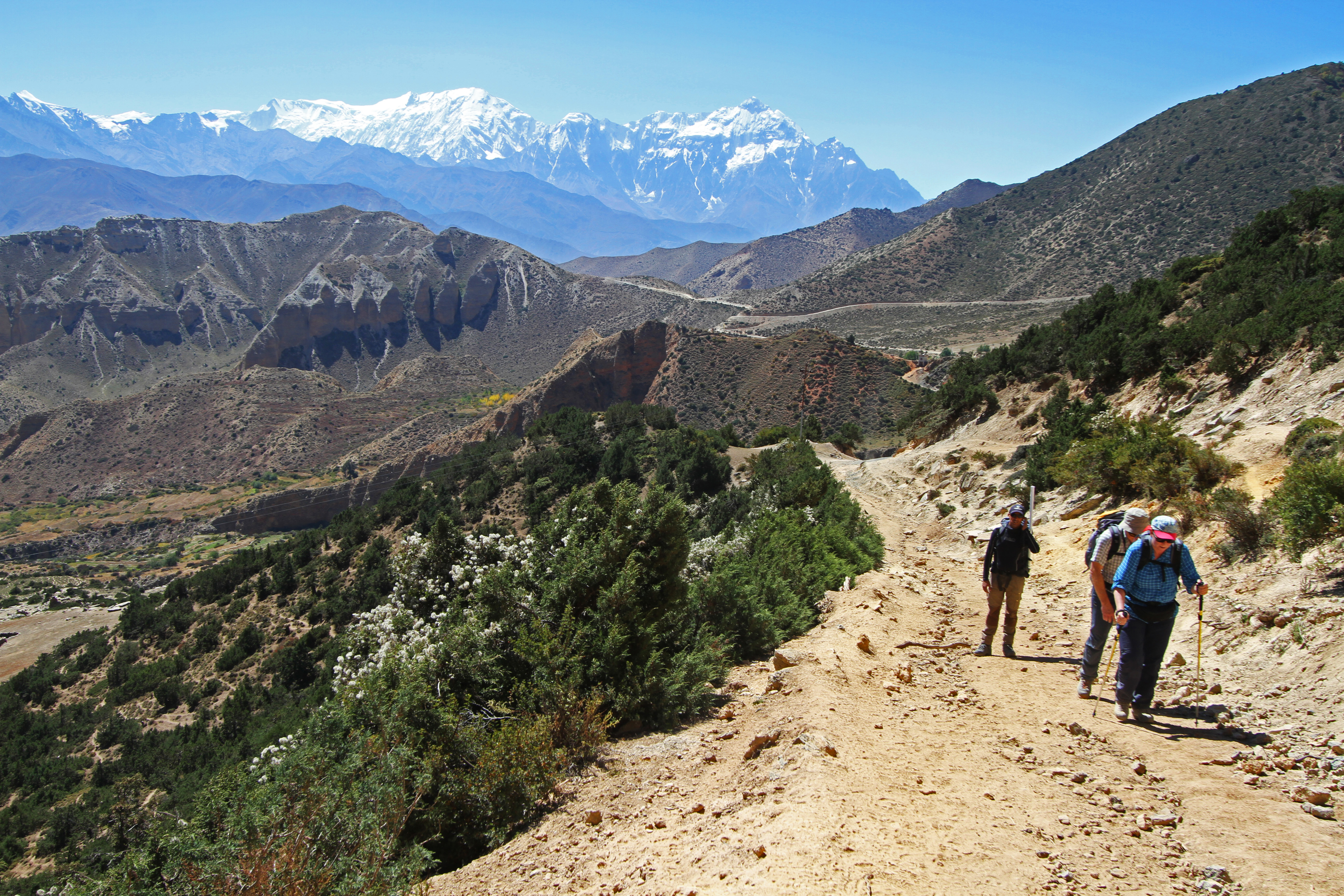
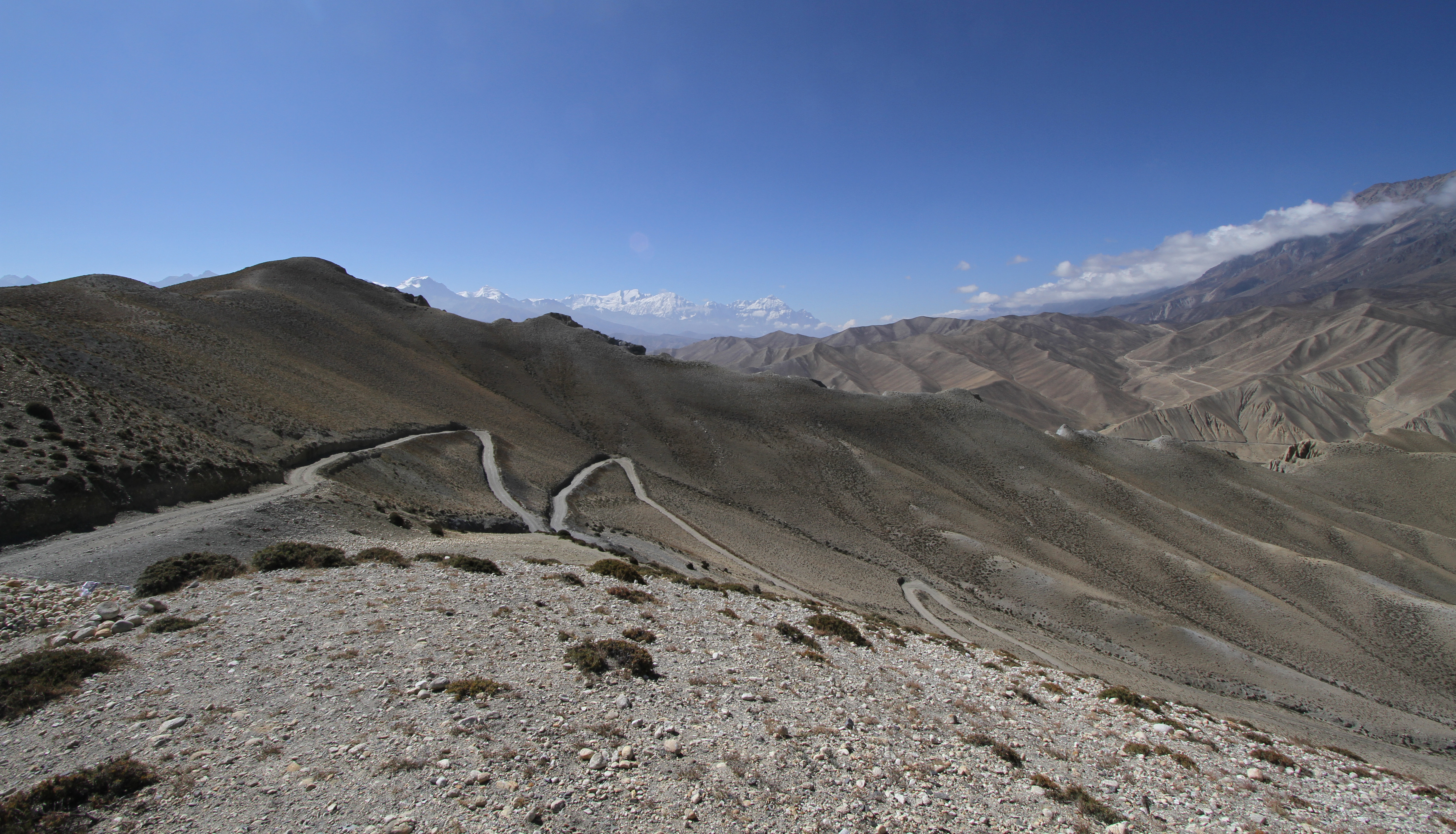
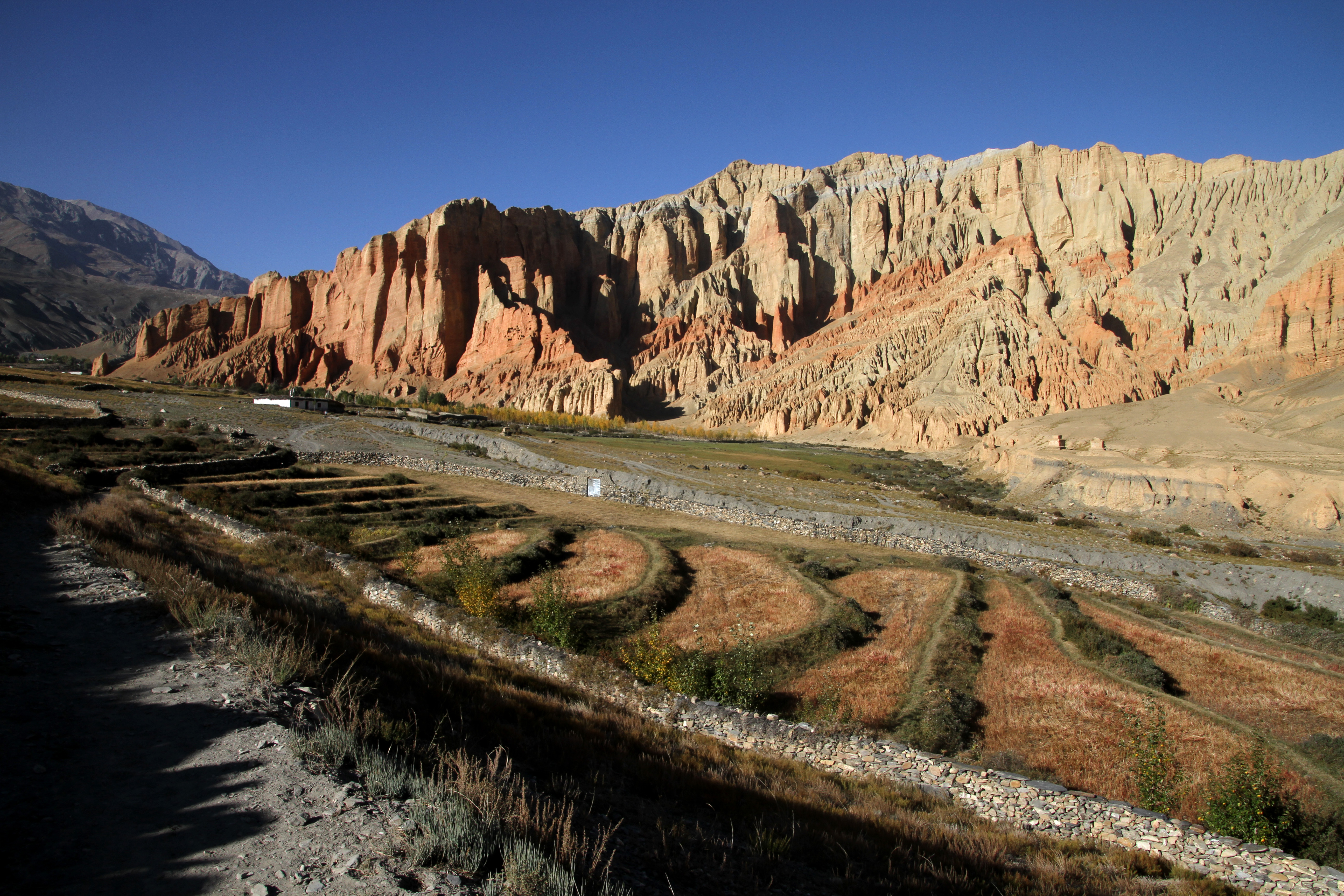
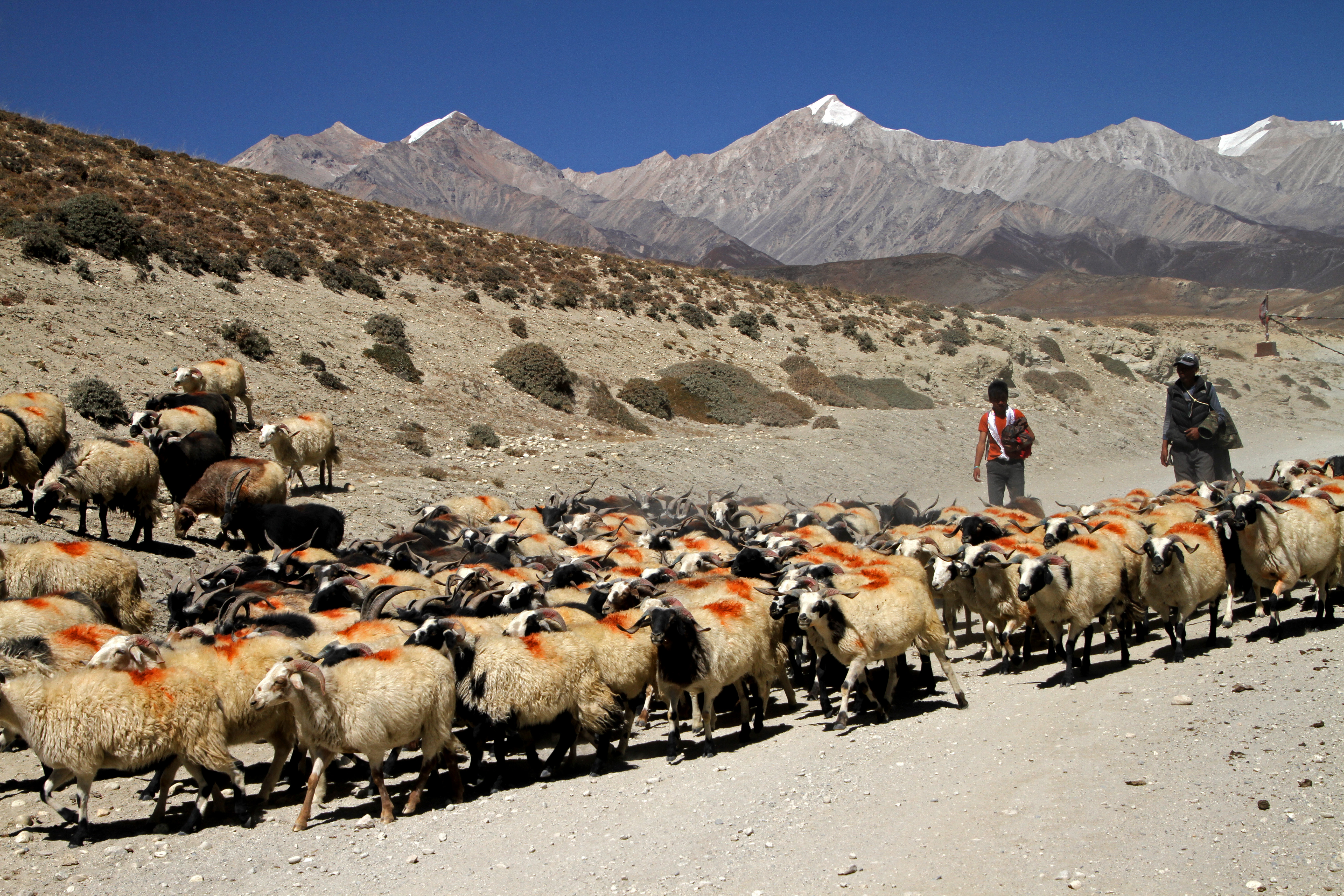